# 十三神社
十三神社（じゅうさんじんじゃ）は、和歌山県海草郡紀美野町の貴志川沿いに鎮座する神社。当社本殿、摂社丹生神社本殿、摂社若宮八幡神社本殿の3棟の社殿が国の重要文化財に指定されている。いずれも天正年間（1573年〜1592年）かそれ以前に建立されたもので、桃山時代の社殿建築様式（古式）を今に伝える貴重な遺構である。
かつての地名である神野庄（神野郷）から「神野宮」とも呼ばれる。なお、明治維新後に現在の名称へ改称する以前は「十三社明神社」、「十三神社大明神」などと称していた。

## 由緒・沿革
創祀

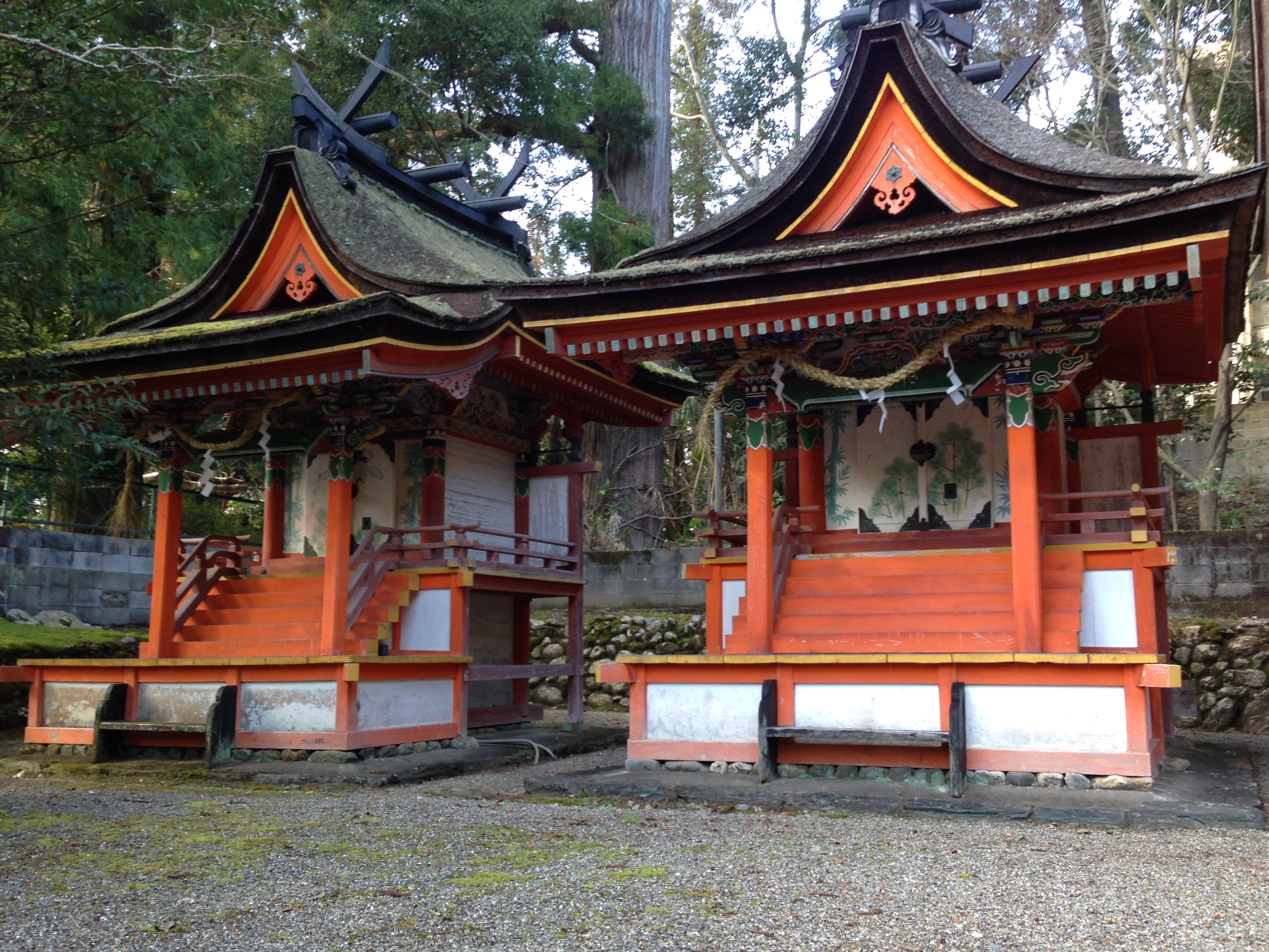
本殿と並立する摂社の丹生神社 (右) と若宮八幡神社 (左)（重要文化財）

延暦3年（784年）に神野郷の人々が官許を得たことにより、神世七代及び神代五代の大神らを祀ったことに始まる。創建時より暫くは「十二社大権現」と称していたとされるが、後述のように当初より十三所大明神を祀っていた可能性がある。
十三所大明神の由来
天正年間（1573年〜1592年）には、伊予国の河野道直とその子、秀道が長宗我部元親との戦いに敗れ神野庄上ヶ井（当地）に行き着いた際、一羽の霊鳥が傍を離れなかったといい、伊予国における一の宮「大山祇大神」を信奉する道直は霊鳥を大山祇の神霊と考え、神野庄（上下神野村）の人々と合議の上、高野山から許可を得て天正17年（1589年）、大山祇神（大三島明神）を先の十二社大権現に合祀した。以来、「十三社大権現」（十三所大権現）と称するに至ったと伝えられている。
一方で、康治2年（1143年）の『神野真国荘絵図』（京都神護寺所蔵）において既に「十三所大明神」と記されており、安貞2年（1228年）の『高野山衆徒置文』においても「庄内神社十三所」と記されている。また、『和歌山県神社誌』では「創建以来、十三所大明神としてきた」との記述がされている。これらのことから、天正17年の合祀の際に13の神のうちの一柱が、大山祇神と入れ替わった可能性が考えられる。
明治期の旧社格と鎮守の森の国有化
明治6年（1873年）、当社は近代社格制度における村社に列している。また、明治初期には全国の神社・寺院に対して政府より上知令が出され、祭礼に必要となる土地を除いて鎮守の森や境内地などの上地（国有化）が実施されたが、当社においても約2万4千平米あった社有地がわずか約1700平米の玉垣の内側を残すのみとなり、境内西側の社殿裏手に広がっていた鎮守の森を含め大部分が国有地となった。その後、明治18年（1885年）には風致に関わるとされる玉垣の周囲（境内の東・南・北側）と社殿の背後（鎮守の森の一部）が当社に返還され、社有地は約4000平米まで回復している。
重要文化財の指定
昭和44年（1969年）、十三神社本殿、摂社丹生神社本殿、摂社八幡神社本殿の3棟が国の重要文化財に指定された（#文化財も参照）。

## 祭神
本殿には以下の十三所大明神（13の祭神）を祀っている。
- 国常立尊（主神）
- 国狭槌尊
- 豊雲野尊
- 泥土煮尊・沙土煮尊
- 大戸道尊・大戸間邊尊
- 面足尊・惶根尊
- 伊弉諾尊・伊弉冊尊
- 天照大日孁尊
- 天忍穗耳尊
- 彦火瓊々杵尊
- 彦火々出見尊
- 鵜茅葺不合尊
- 大山祇神

## 境内社（摂社）
境内社
境内には以下の社が祀られている。なお、社殿がある領域は鈴門（瑞塀）で囲われており入ることができないため、礼拝（賽銭）は鈴門の外側の各礼拝所にて行う（#その他も参照）。
- 第二宮：丹生神社（重要文化財） - 祭神：丹生都比売神（蛇岩大明神）/建築様式：一間社春日造
- 第三宮：若宮八幡神社（重要文化財） - 祭神：若宮八幡宮/建築様式：一間社春日造
- 皇太神宮（天照大神宮）
- 聖神社（聖宮）
- 熊野神社（熊野権現社）
- 恵美須神社
- 頒魂神社 - 境内の南側、道路を挟んで高台に鎮座している[11]。

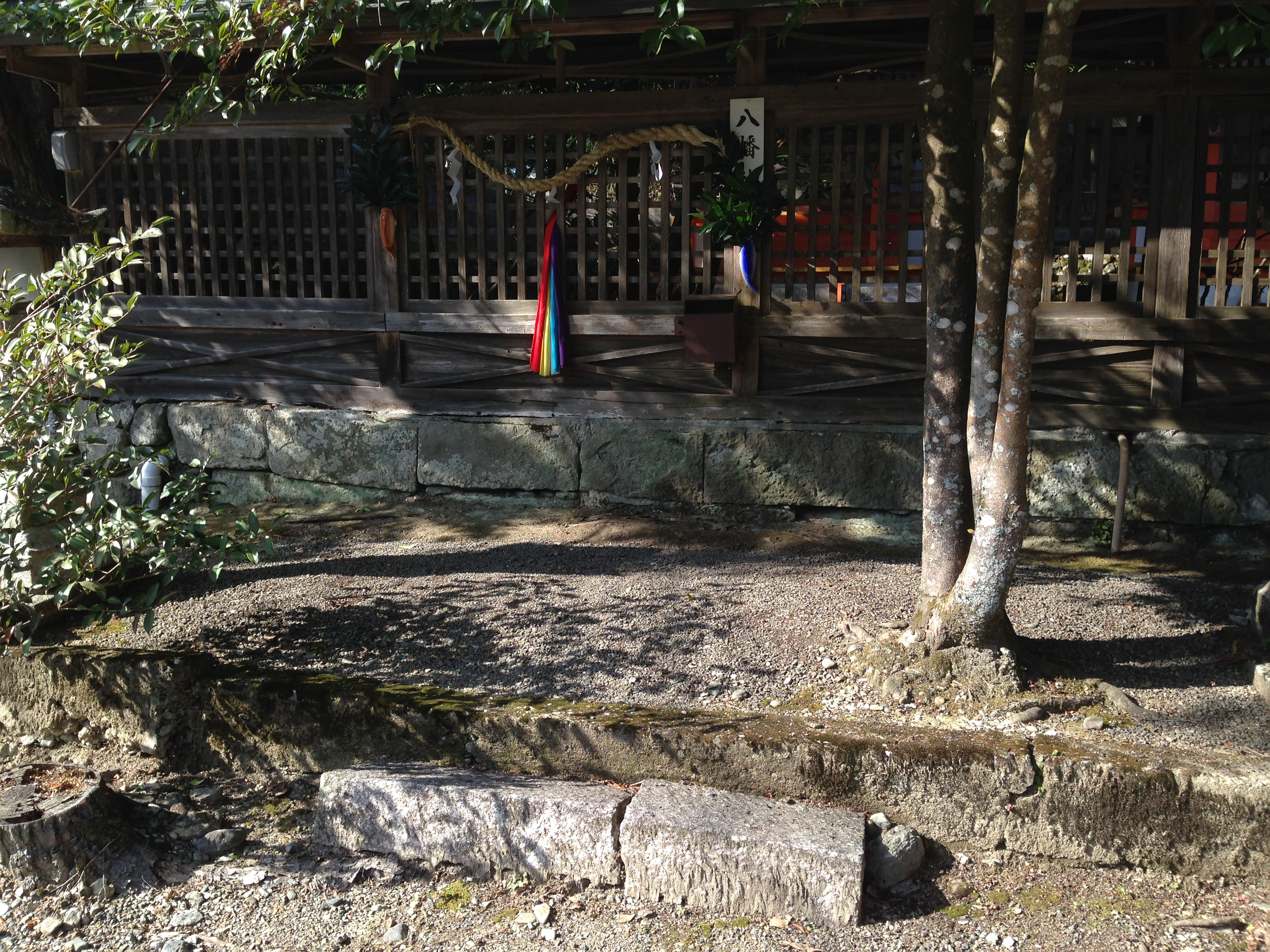
若宮八幡神社の礼拝所（本殿礼拝所左側）
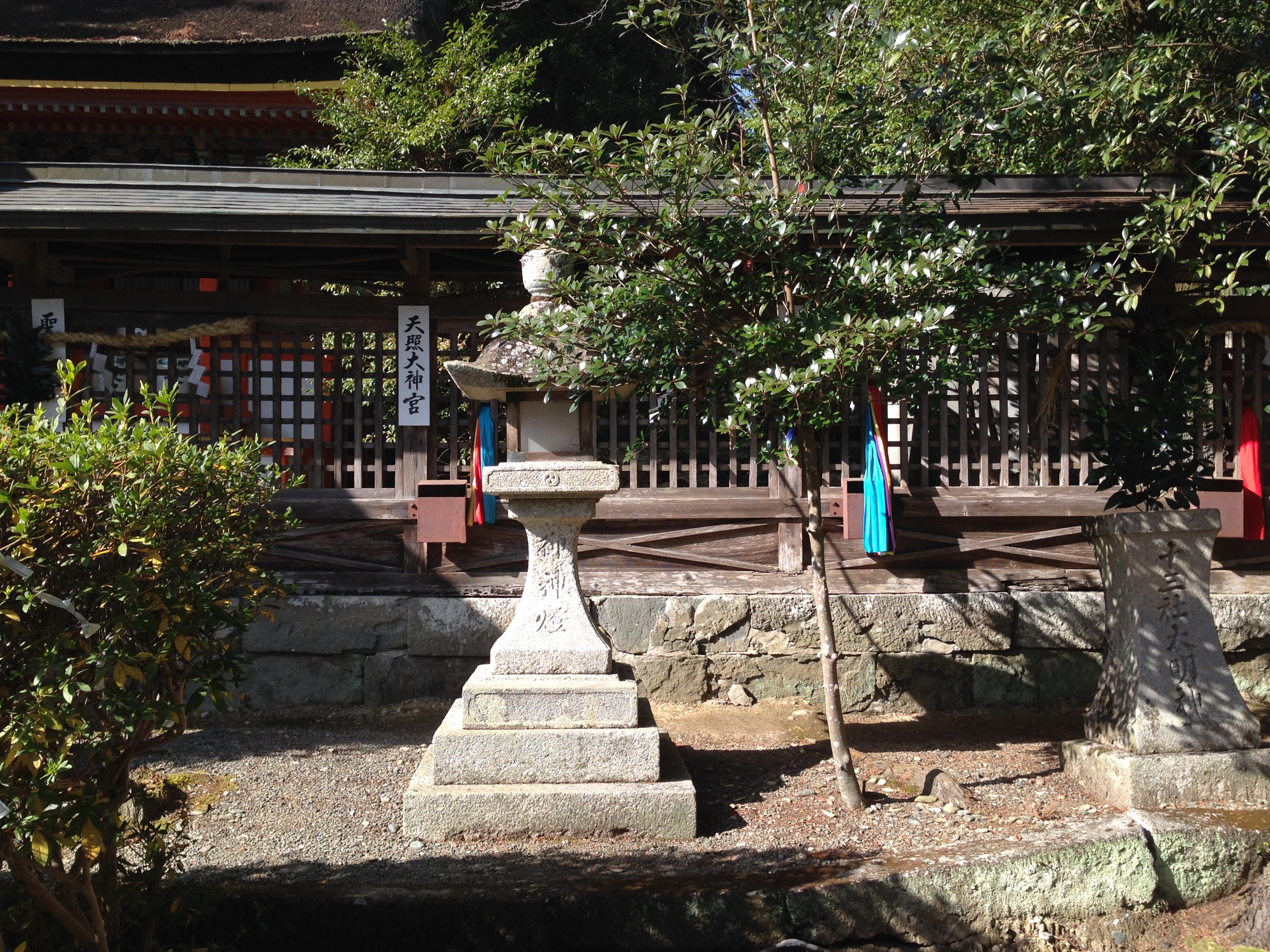
熊野権現社、天照大神宮、聖宮の礼拝所が並ぶ（本殿礼拝所右側）
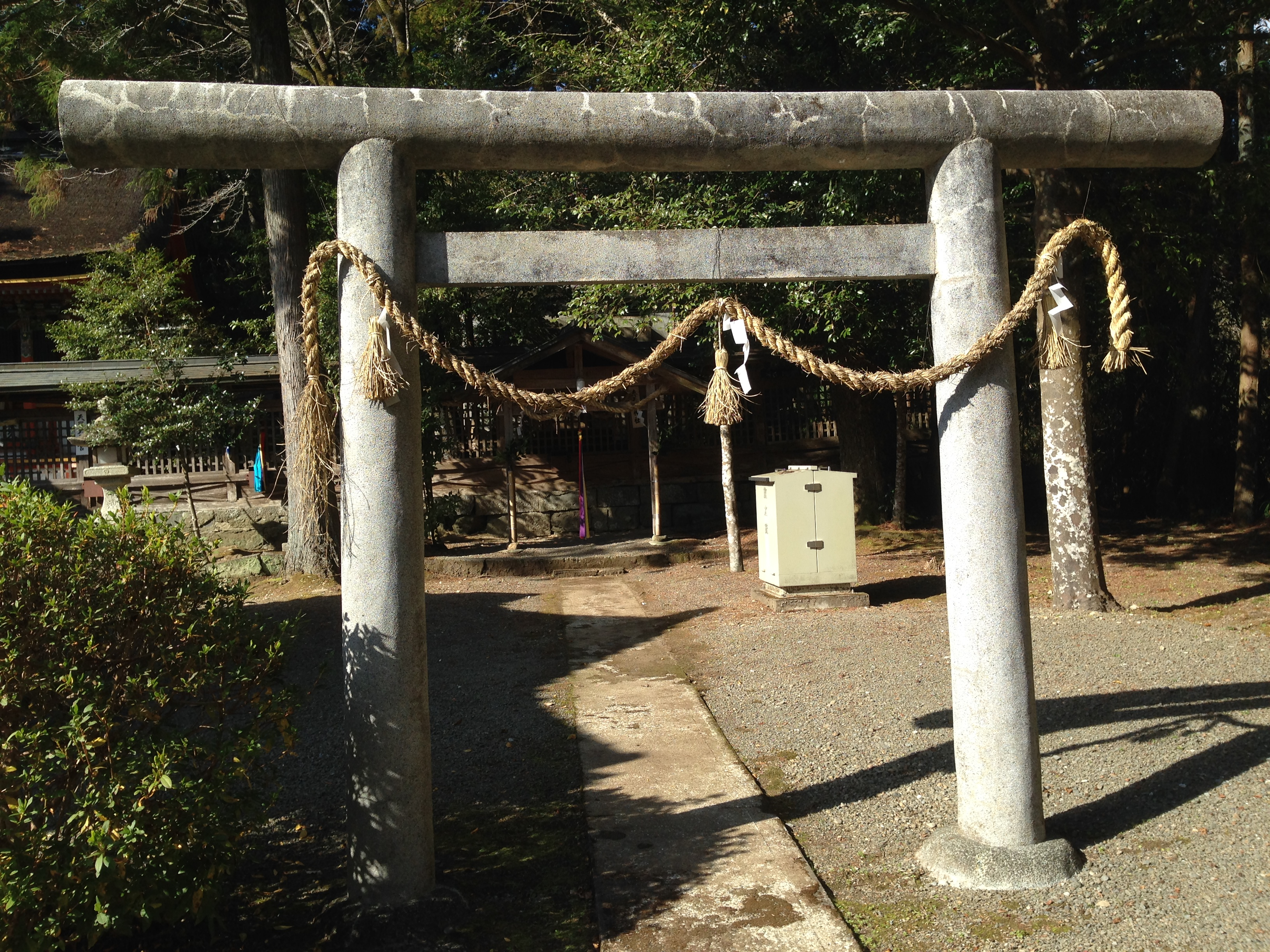
恵美須神社の鳥居
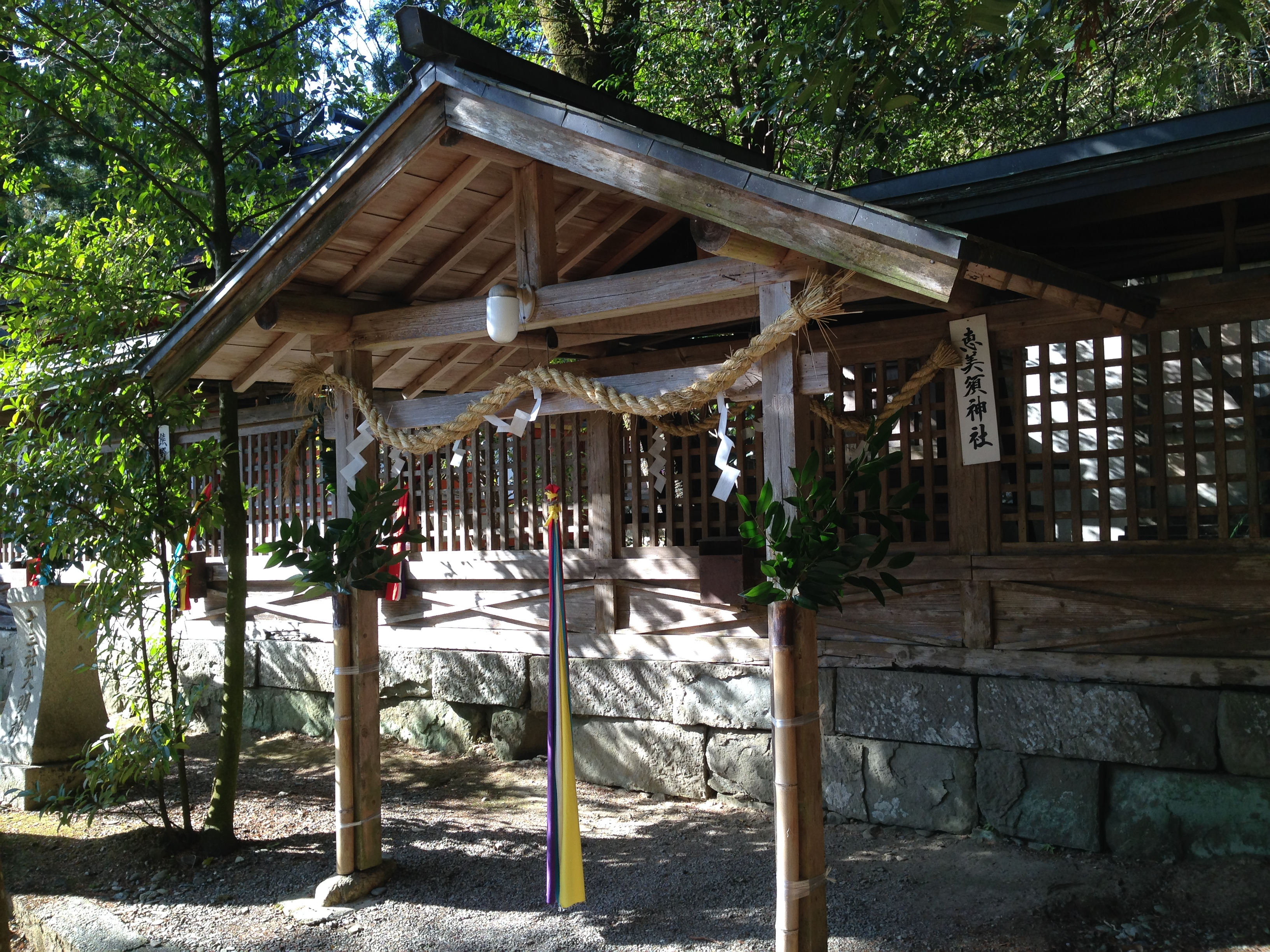
恵美須神社礼拝所
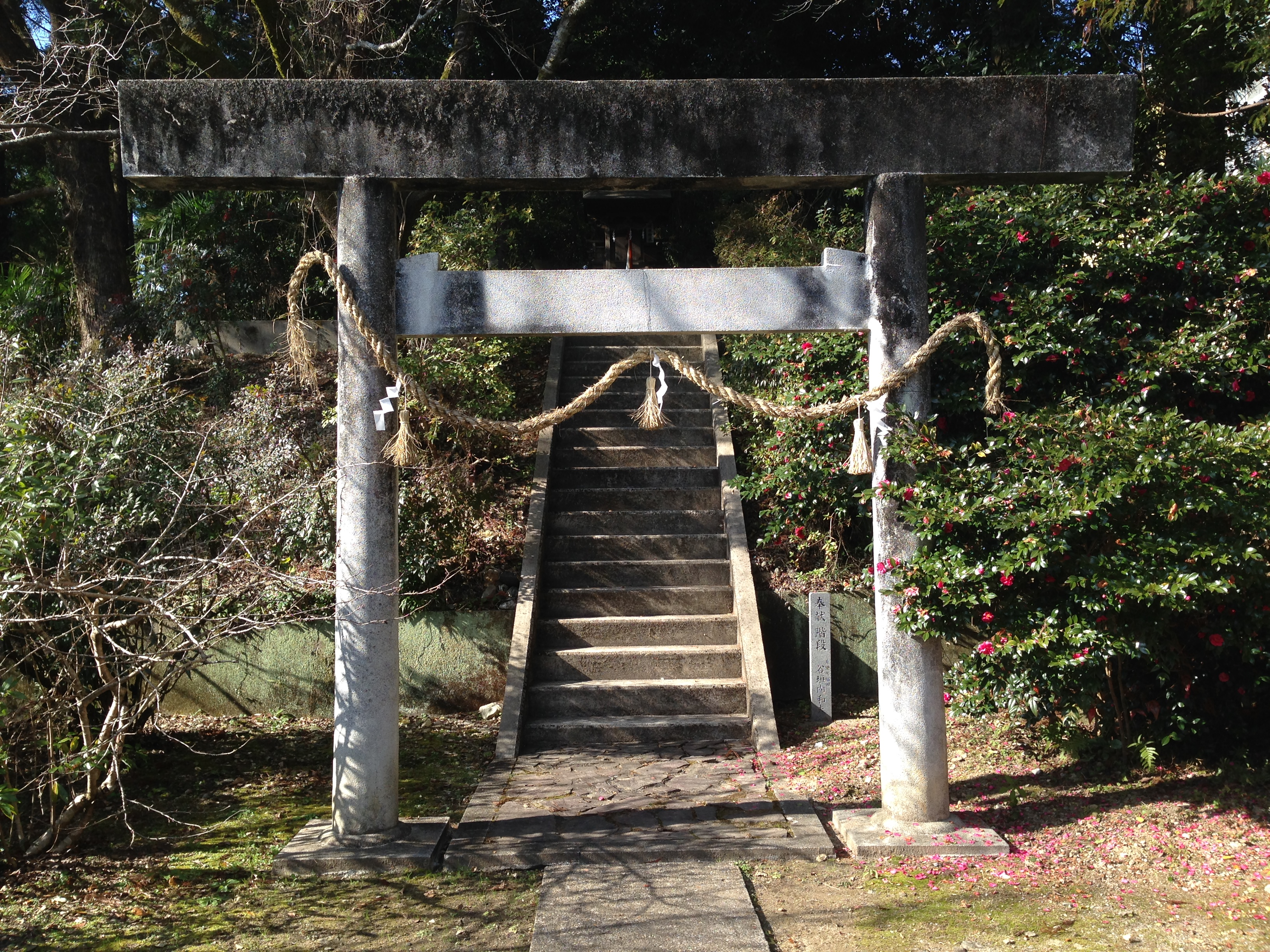
頒魂神社の鳥居
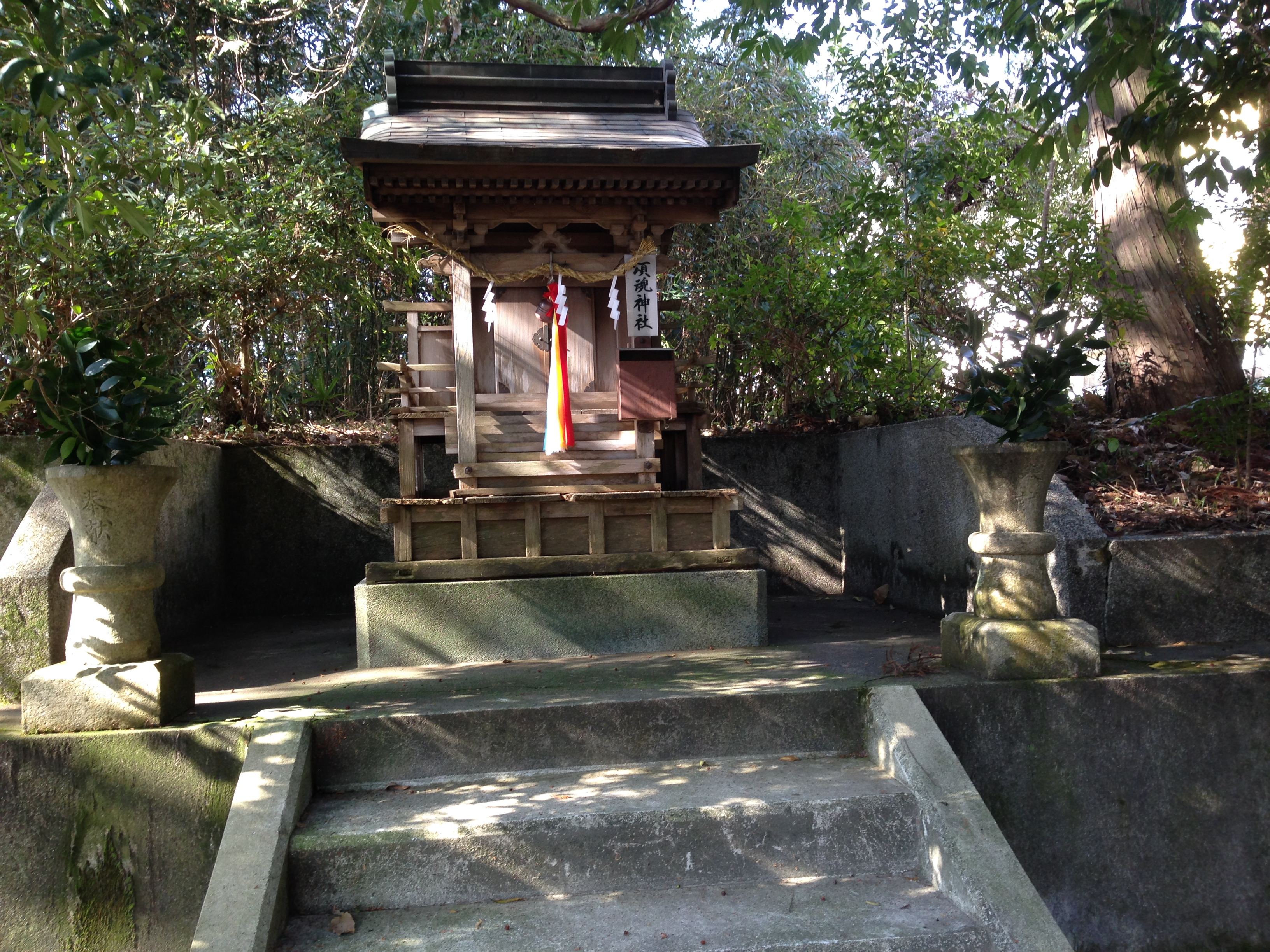
頒魂神社小祠

## 祭事
春祭りは4月20日、夏祭りは7月20日。また、秋の例大祭が10月の第三または第四日曜日（本来は20日）にある。
例大祭の神賑行事は宮司と氏子総代22名らが神幸祭を行い、現在の当社地と旧地（御旅所、700m程行った所にある野中の「上の五条」）の間を神様の里帰りとして先頭の獅子舞に続き神宝と神輿二台がかつては繰り出されていたが、現在では子供神輿に置き換わっており、7歳以下の男女稚児が参列して御旅所で神事を行った後、当社に還行する。
また、例大祭では『紀伊続風土記』にも記述が残っている競馬が昭和の終戦後になってもあり華やかであったが、現在では行われていない。

## 遷宮
江戸時代に実施された当社の遷宮の記録が残っている。当社と歴史的に関わりのある岡本家の古文書の中から棟札の写しが発見されており、それによると貞享2年（1685年）以降の約120年間に5回の遷宮や屋根の葺き替えが行われ、さらにその後も明治27年（1894年）まで数回の遷宮や修復を実施した記録が残っている。
なお、遷宮において新社殿を造営する際には新しい部材で全体を造り直すことはせずに傷んだ部材のみを交換していたことから、現在でも当社本殿の部材に天正期頃のものが使用されている。

## 文化財

### 重要文化財（国指定）
本殿と摂社二殿が並立しており、いずれも天正年間（1573年〜1592年）かそれ以前に建立されたもので、桃山時代の社殿建築様式（古式）を今に伝える貴重な遺構である。
- 本殿 - 昭和44年（1969年）3月12日指定。桃山時代建立。
- 摂社丹生神社本殿 - 昭和44年（1969年）3月12日指定。室町時代後期建立。
- 摂社若宮八幡神社本殿 - 昭和44年（1969年）3月12日指定。室町時代後期（永禄4年〈1561年〉）建立。

## その他
- 本殿や摂社の社殿などがある領域は鈴門（瑞塀）で囲われており、関係者以外の立ち入りが禁止されている。礼拝は鈴門の外側（各社殿正面の鈴門・瑞塀に沿って設置）にあるそれぞれの礼拝所にて行う。なお、重要文化財に指定されている社殿は鈴門の外側より拝観することが可能である（※本項の画像も鈴門の外側より撮影している）。
- 社宝として、大鉾および小鉾、雉刀、鏡、神興がある[9]。
- 現社地（境内）より700m程行った所（野中の「上の五条」[注 5]）に当社の旧地がある。
- 2014年1月現在、当社では御朱印等の受け付けを行っていない。
- 紀美野町三尾川の遠井辻峠から西方約1km付近に、十三所大明神の垂迹の地と伝わる蛇岩神社がある（詳細は後節）。

## 所在地・アクセス
所在地：和歌山県海草郡紀美野町野中493 （美里中学校の東側近辺にある）
- バス：JR紀勢本線の海南駅より大十オレンジバス（バス路線の詳細は「大十オレンジバス：路線バス案内」を参照）

⇒終点の「登山口」で乗り換えて、「山根」或いは「美里中学校」で下車（※登山口以降は日曜・祝日・年末年始のみ運行）
※なお、平日・土曜には「登山口」〜「美里中学校」も通る「コミュニティバス（ふれあい号 高野線）」を大十オレンジバスが運行している。

## ギャラリー

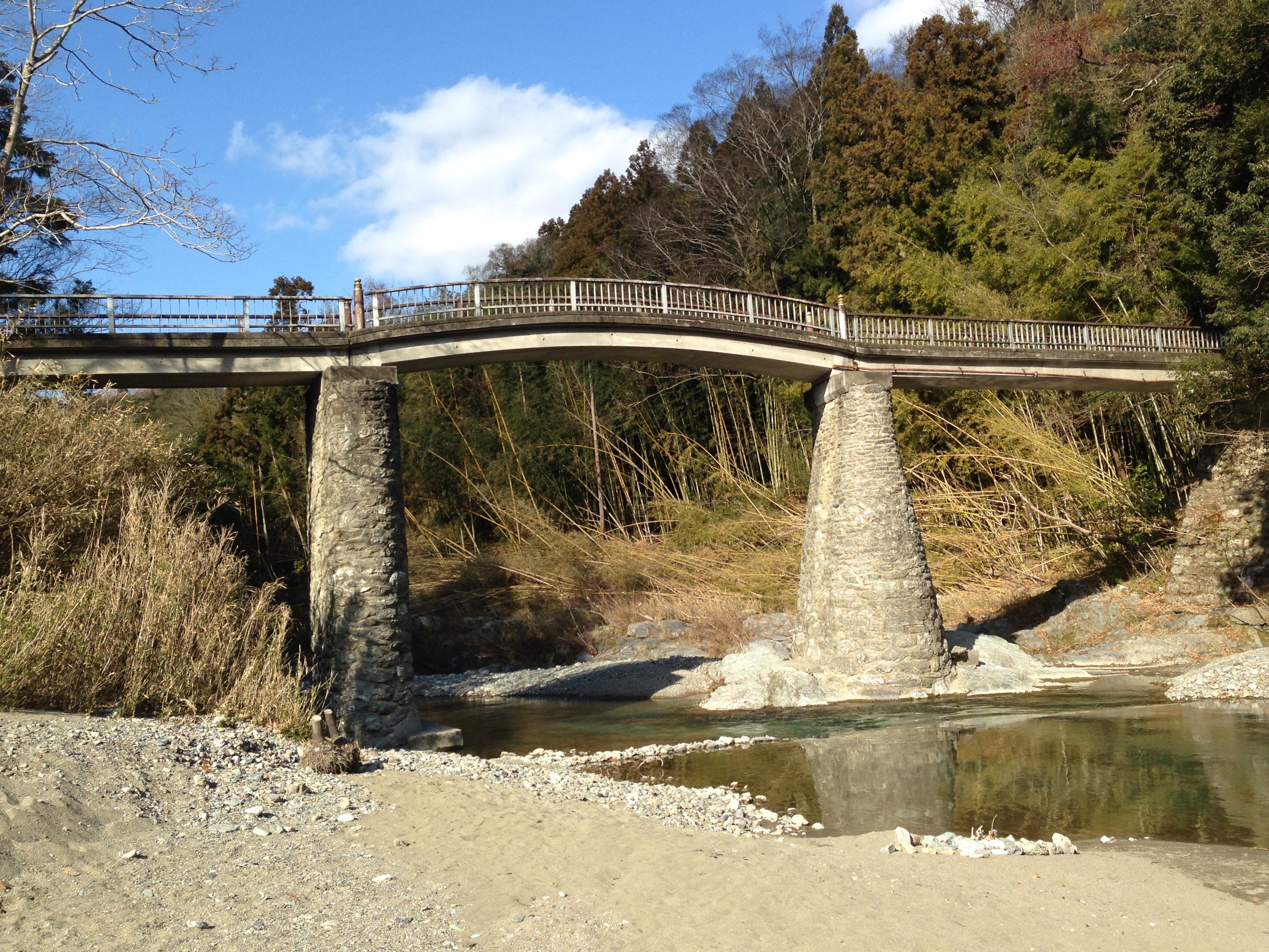
貴志川に架かる参道橋「みやばし」
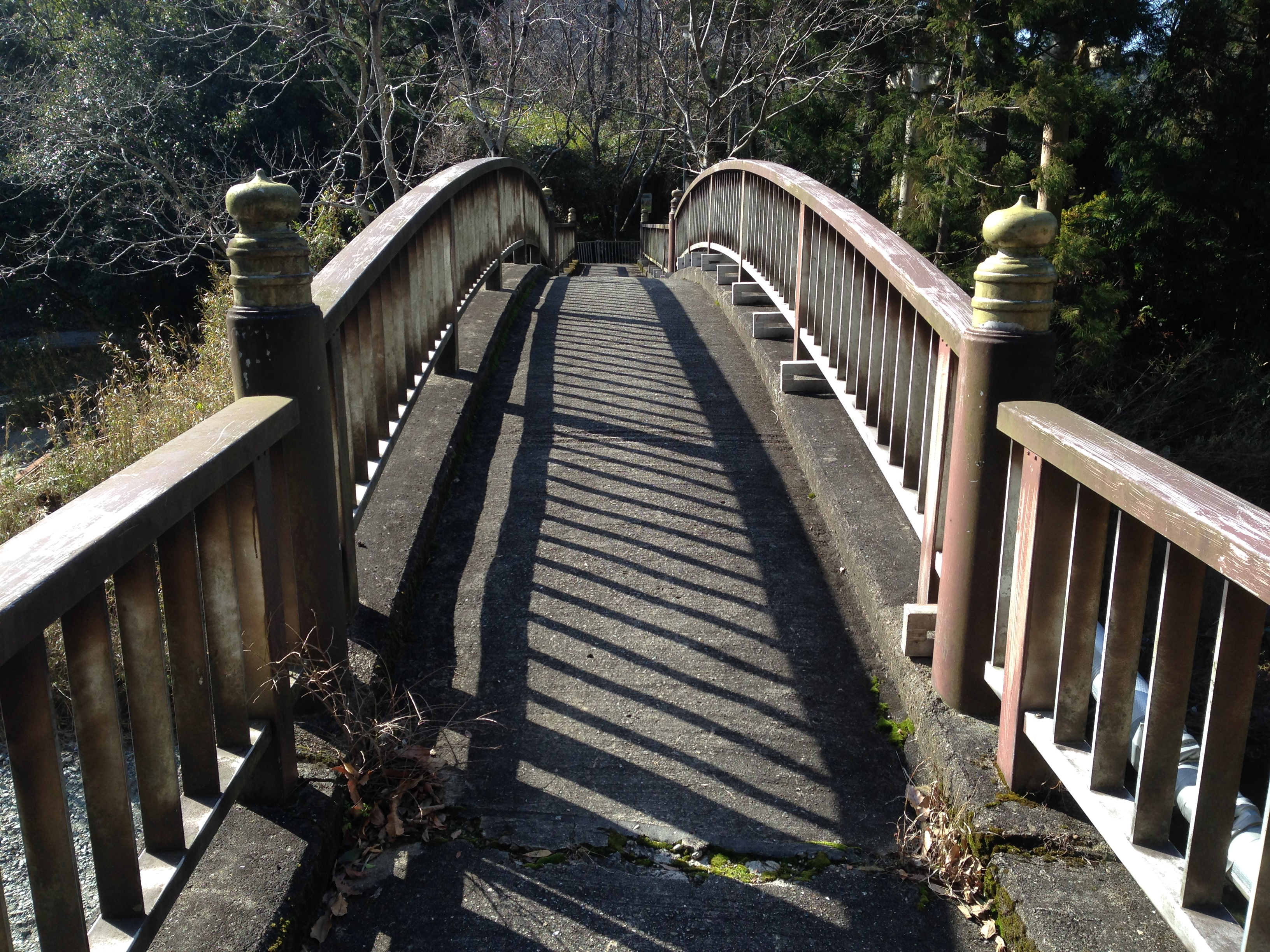
参道橋「みやばし」上
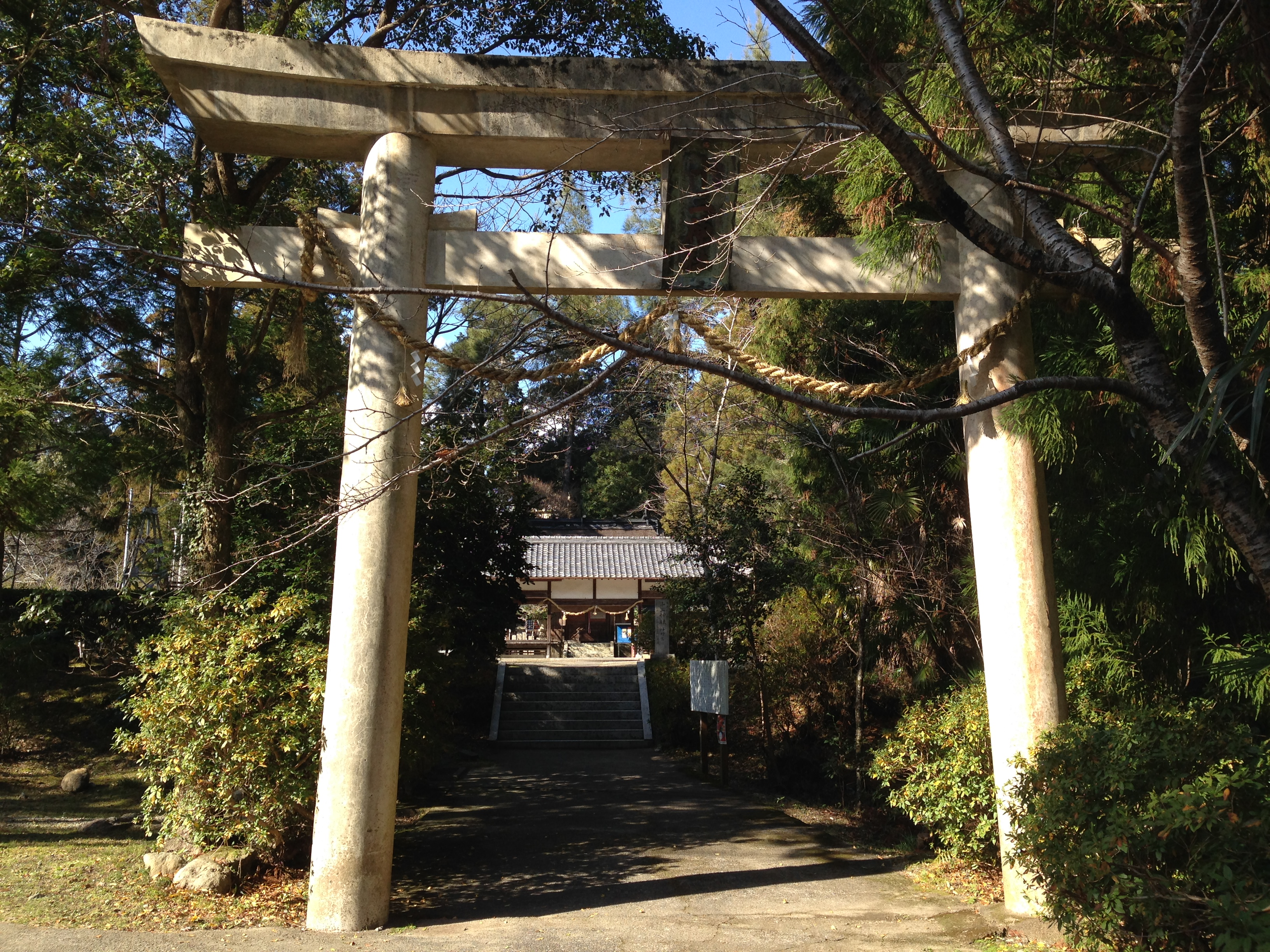
当社の鳥居
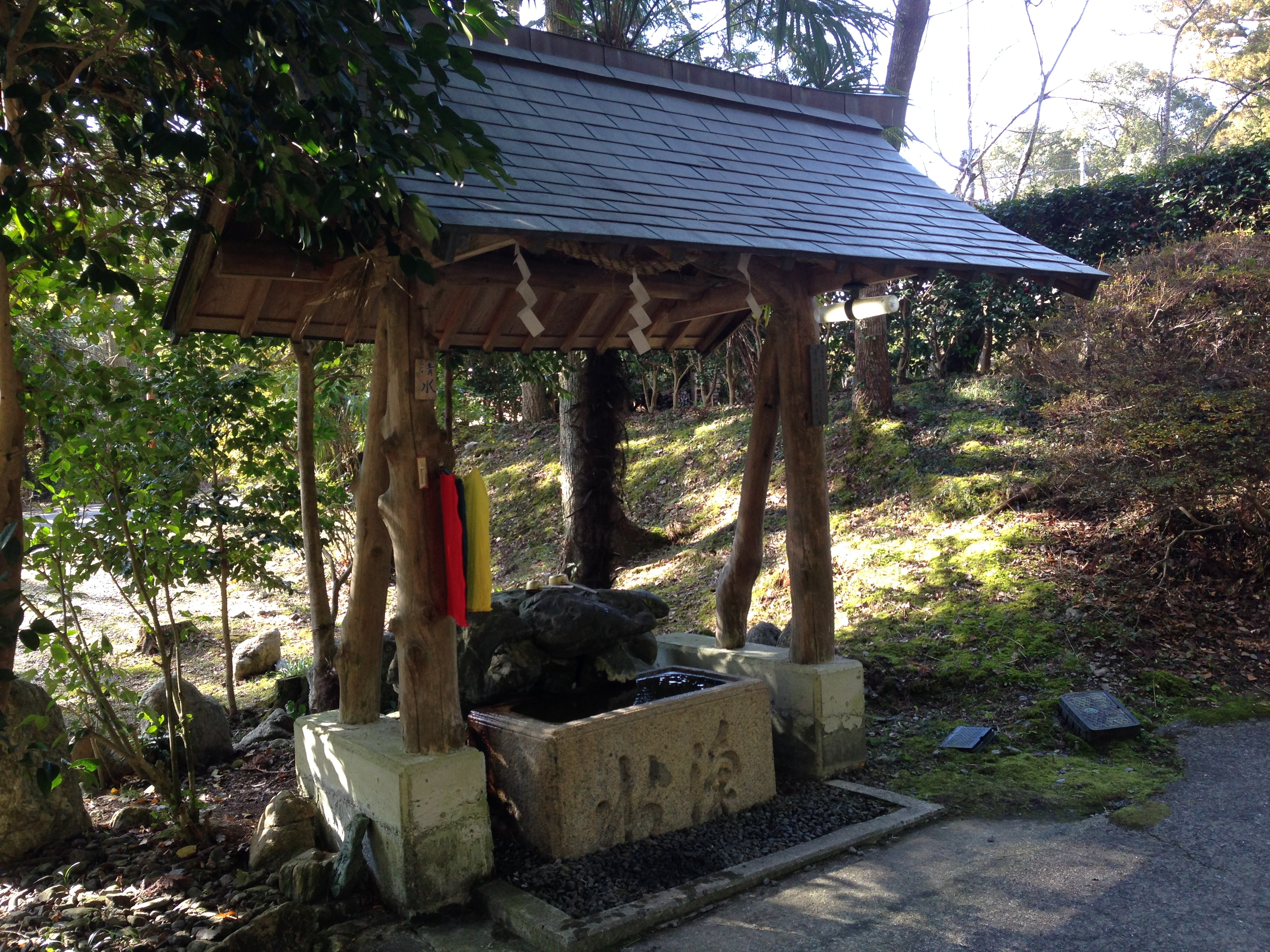
手水舎
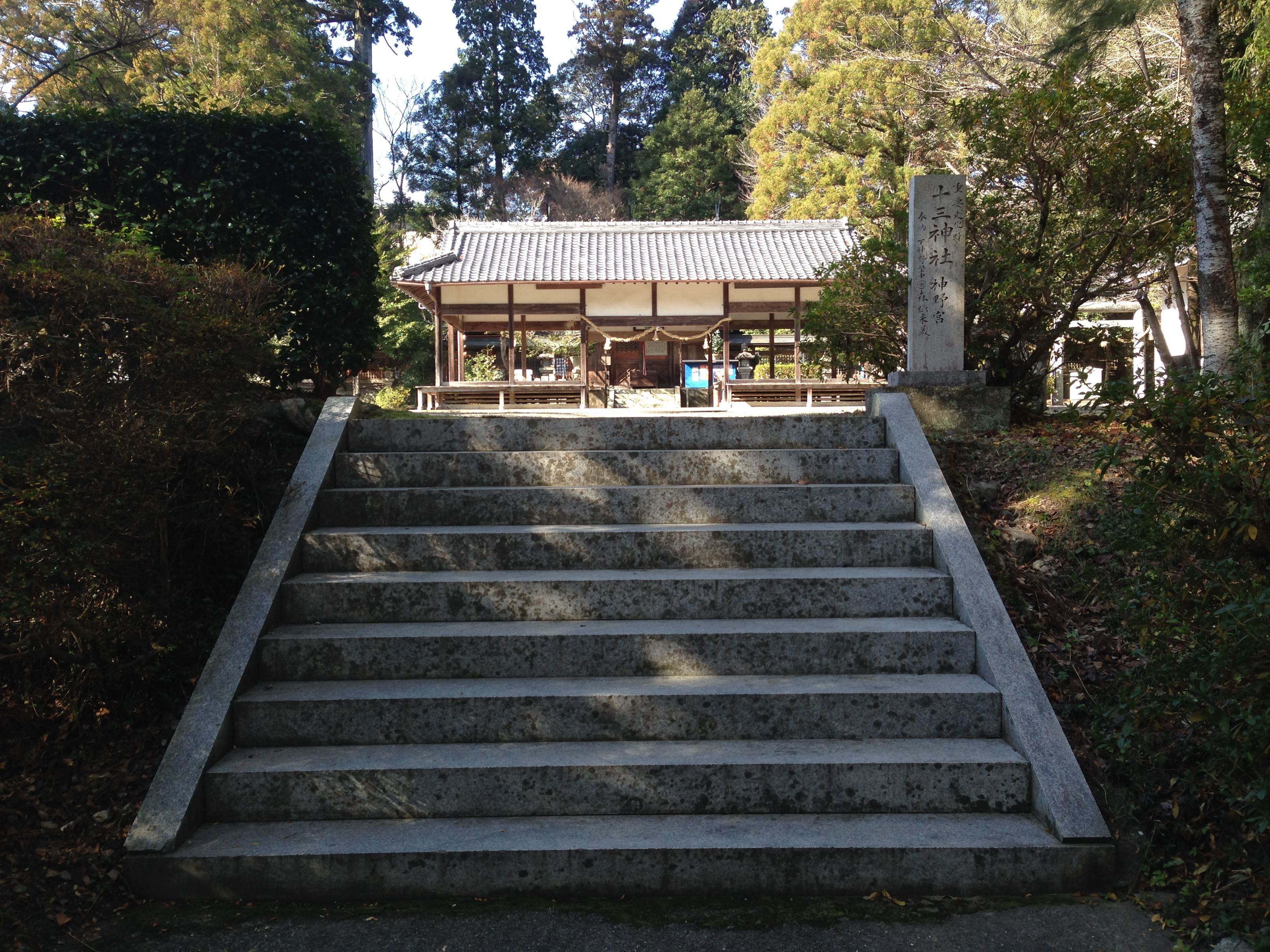
境内参道（鳥居内）
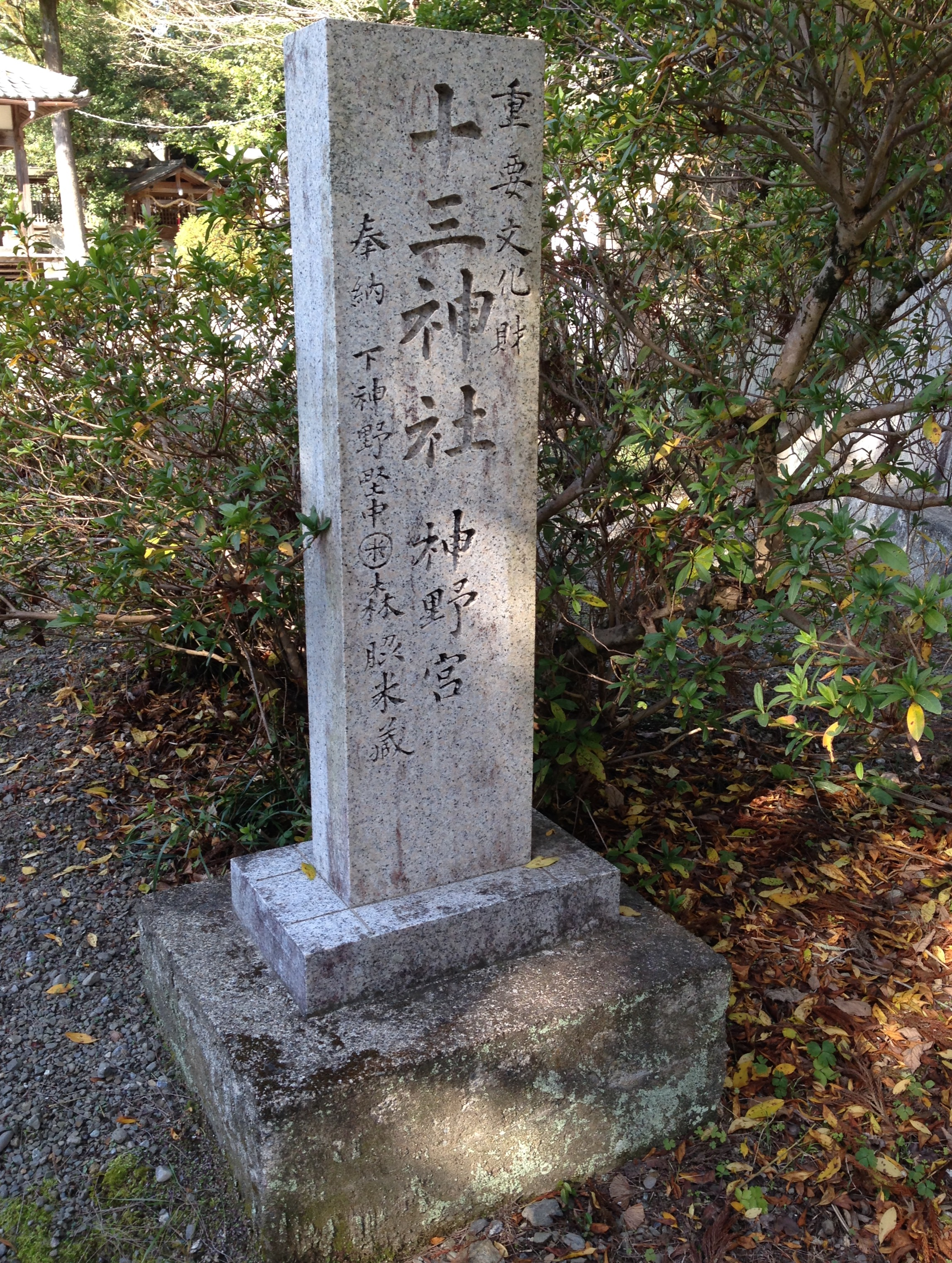
社号標
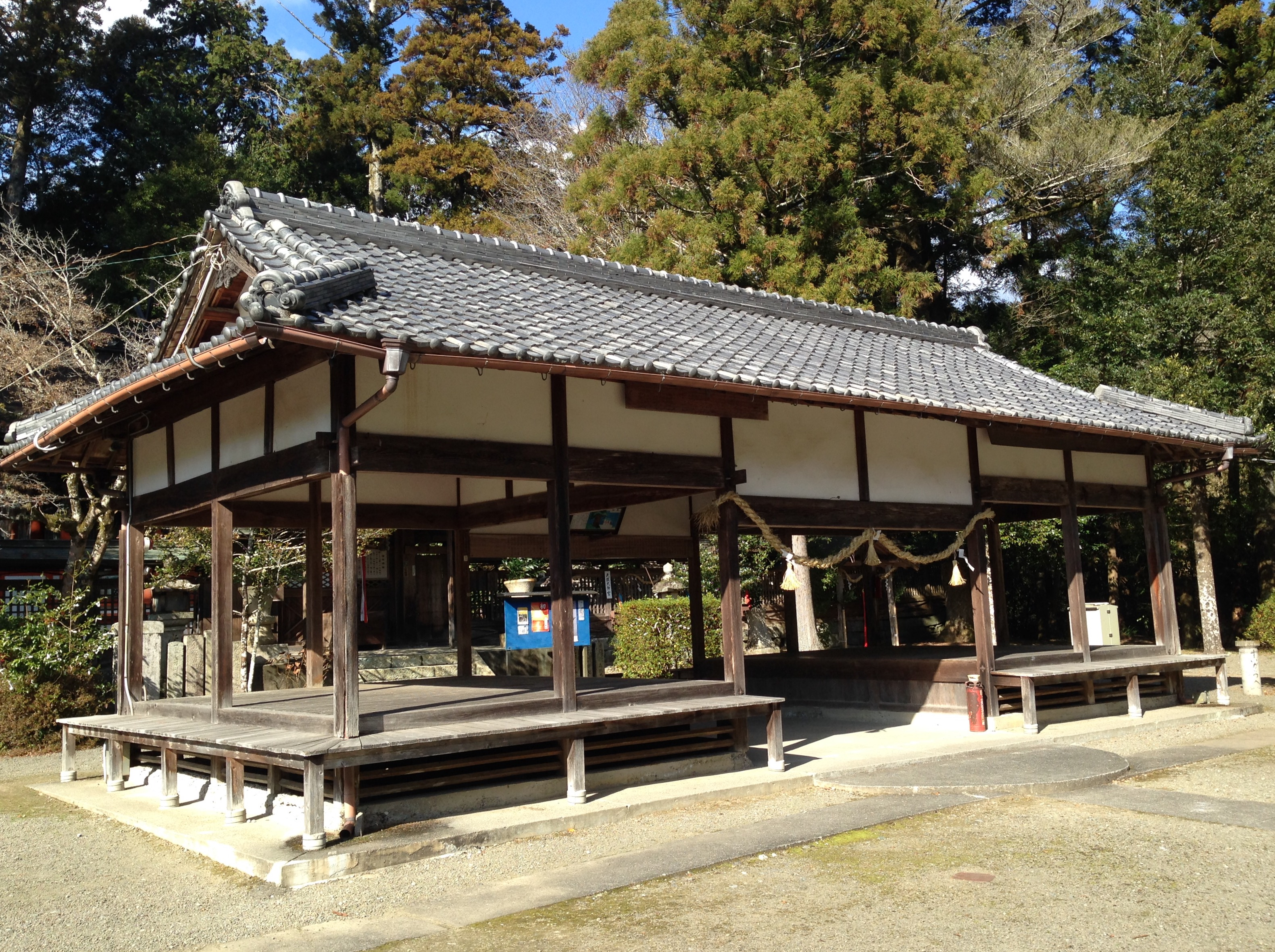
拝殿、この先に鈴門がある
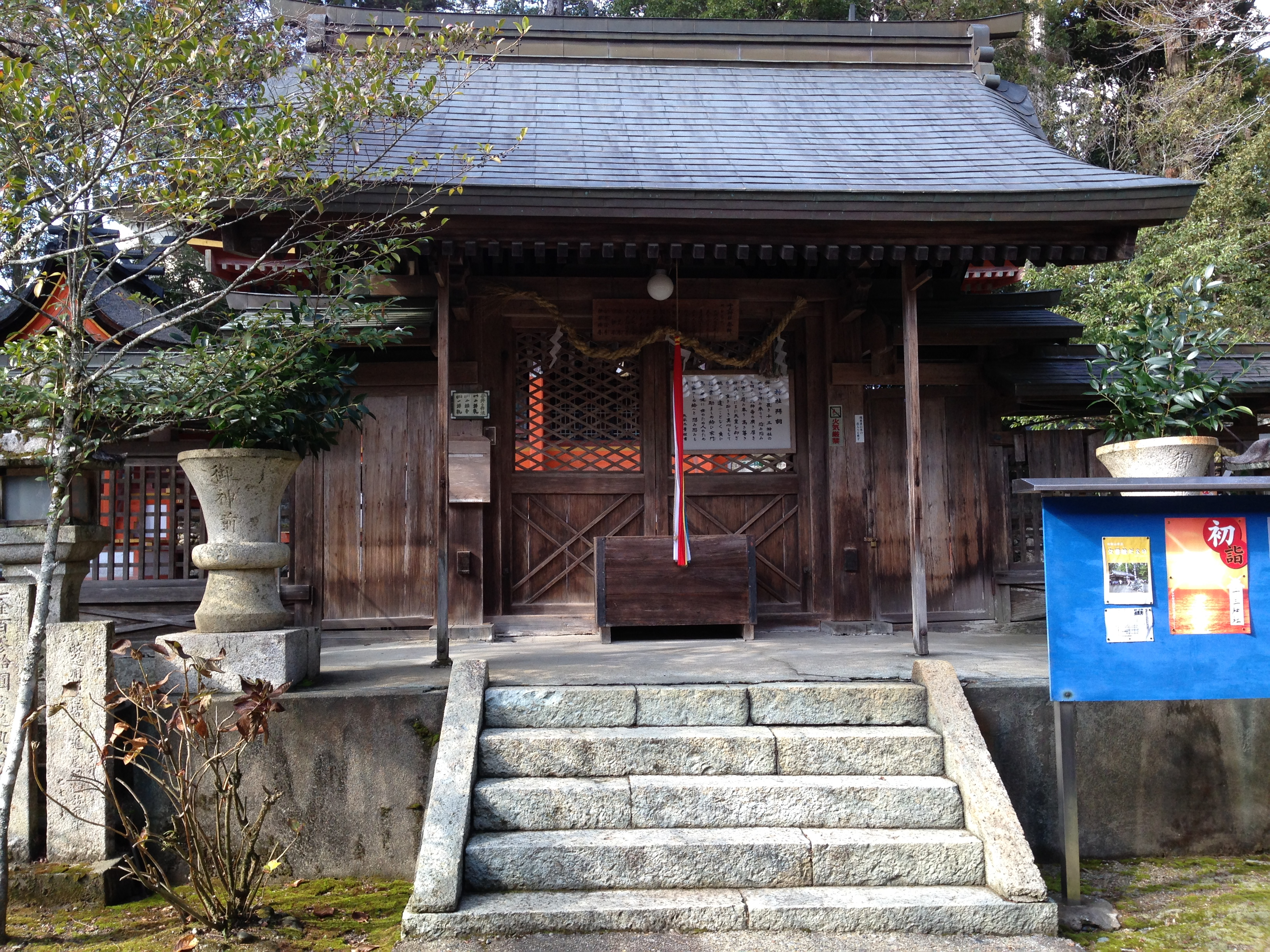
鈴門、当社礼拝所（※本殿がある領域は立ち入り不可）
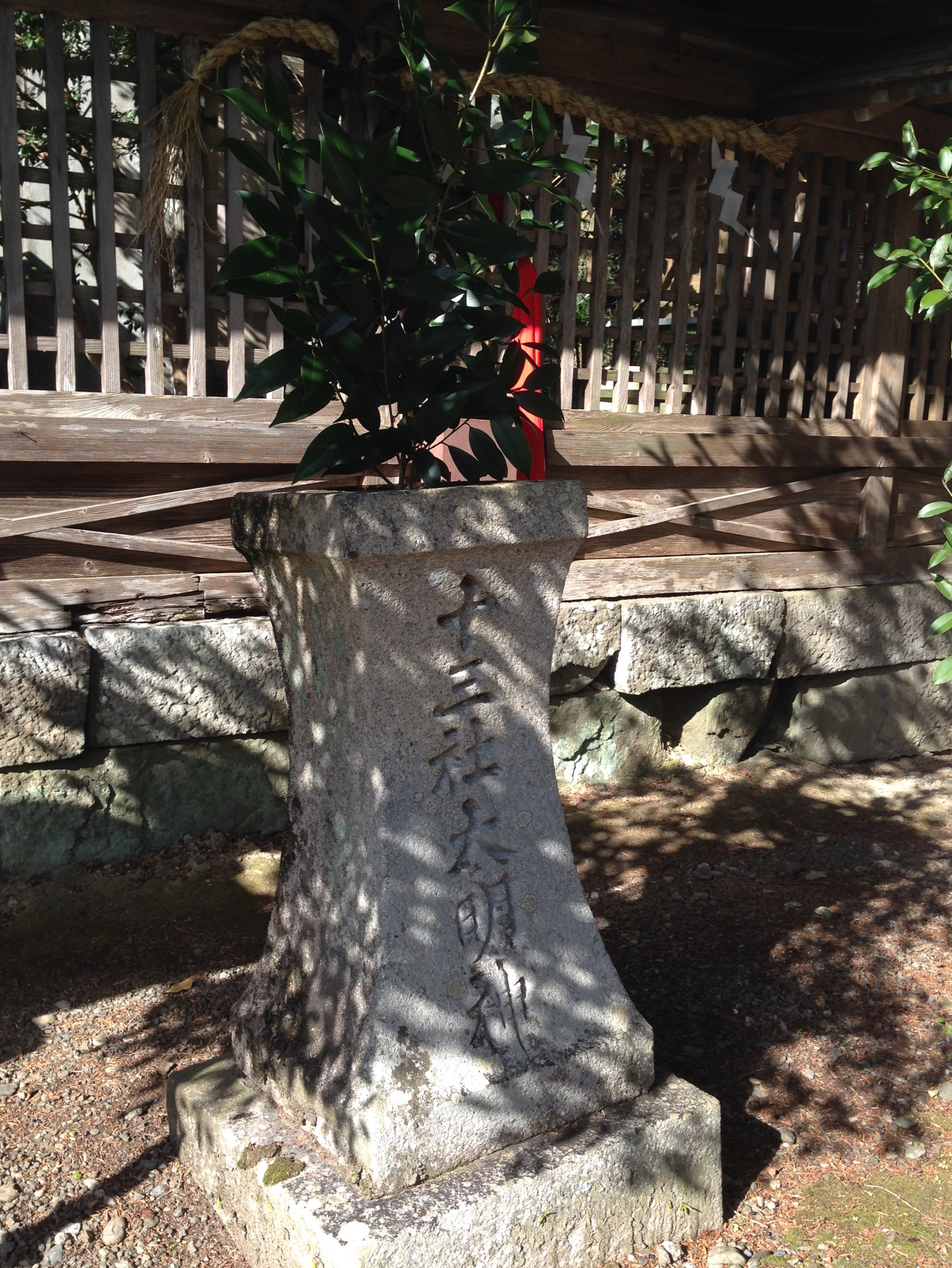
「十三社大明神」と刻まれている

## 十三所大明神の垂迹の地（蛇岩神社）
遠井辻峠から北西方約1km付近の紀美野町三尾川には「蛇岩」（巨岩）を祀った蛇岩神社（位置：参道入口/境内）があるが、この神社の祭神も当社摂社の丹生神社と同じく蛇岩大明神（丹生都比売神）である。また、蛇岩には丹生神社の御神体である小蛇が住むといわれ、さらに当社の祭神である十三所大明神の垂迹の地とも伝えられる。この神社では生卵に願い事と本人の名前を書いて供えることで、成就するといわれている。

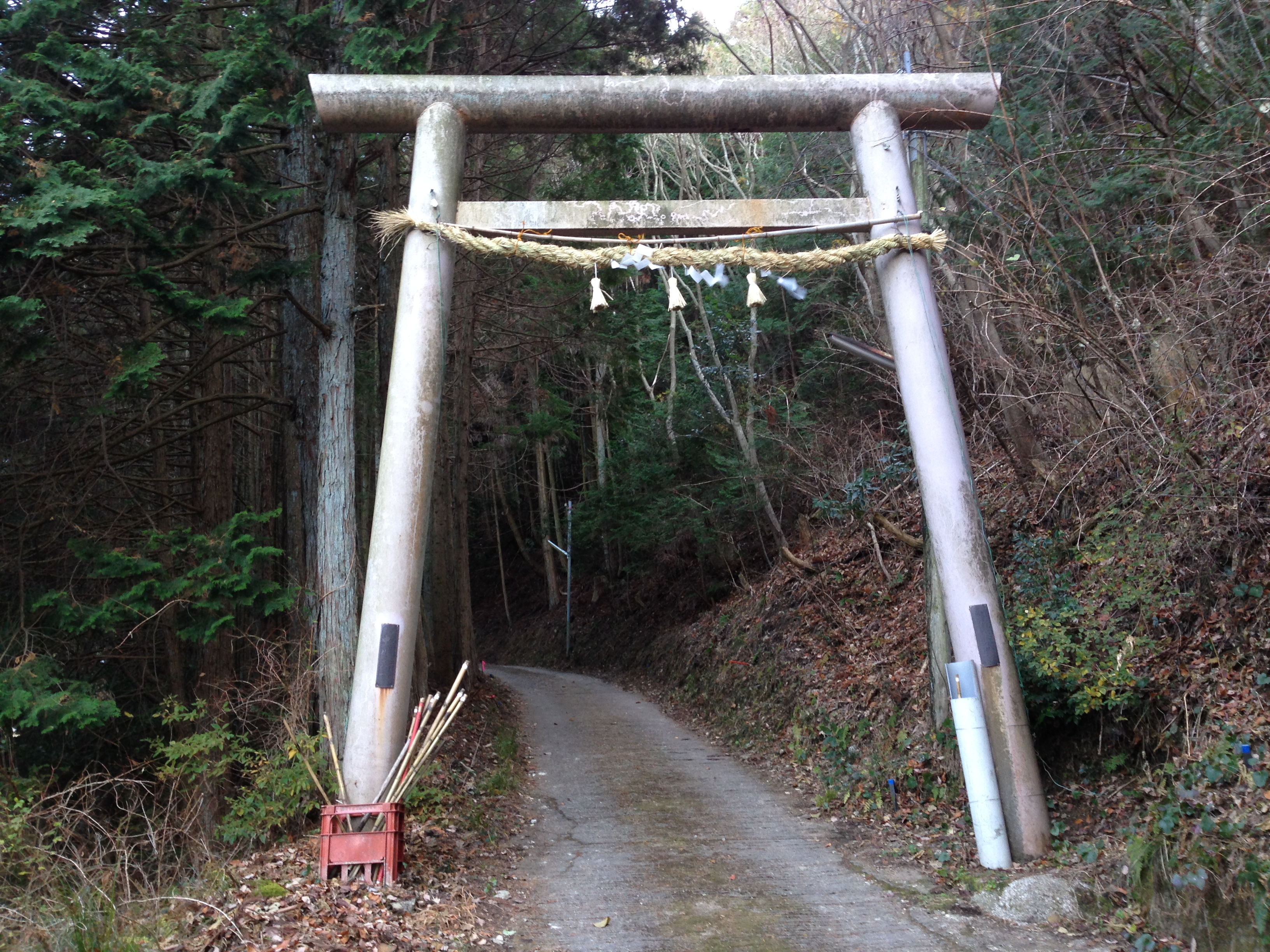
蛇岩神社の一つ目の鳥居 ※その他の画像についてはコモンズ参照
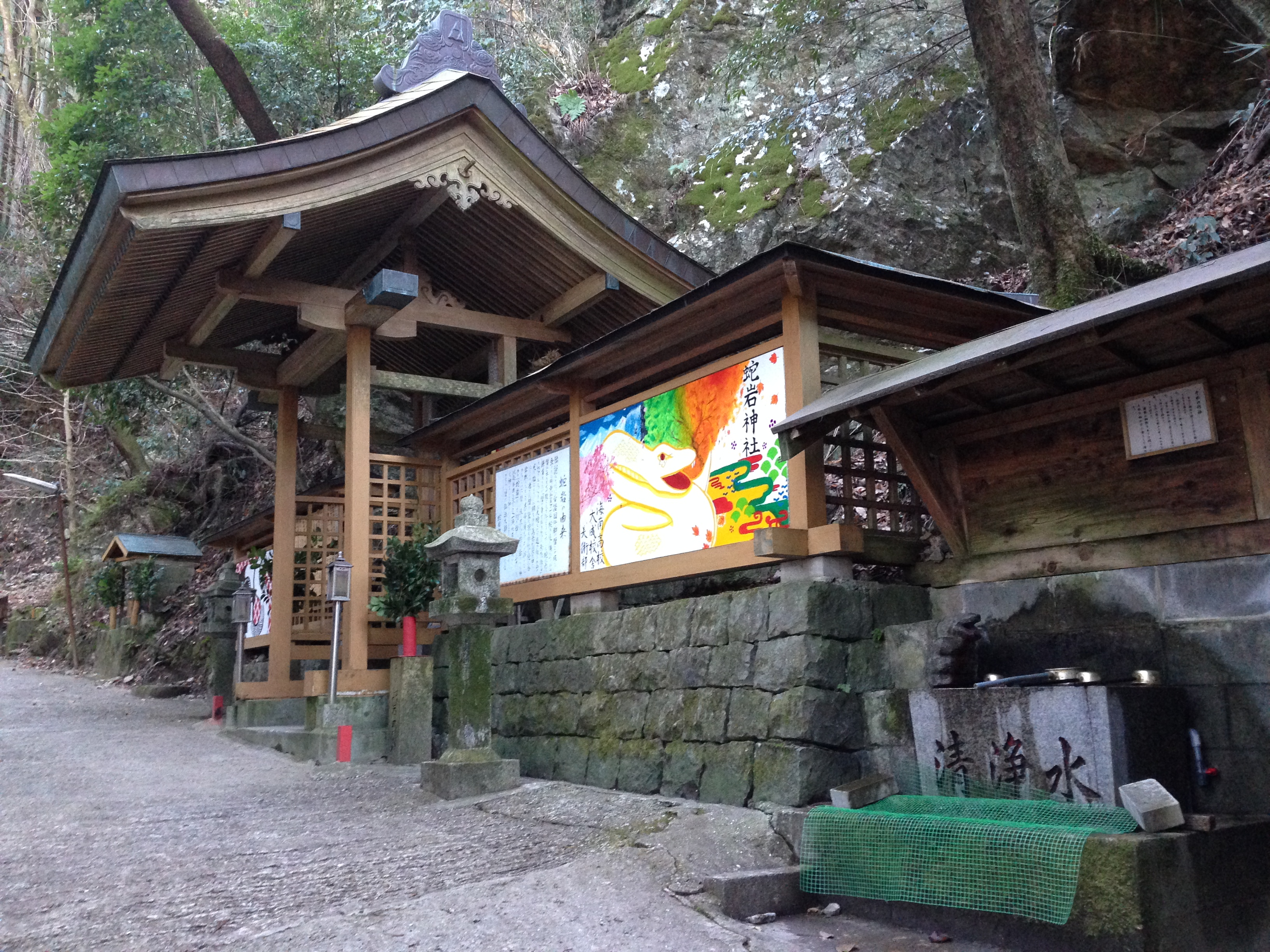
蛇岩神社の手水舎と拝殿
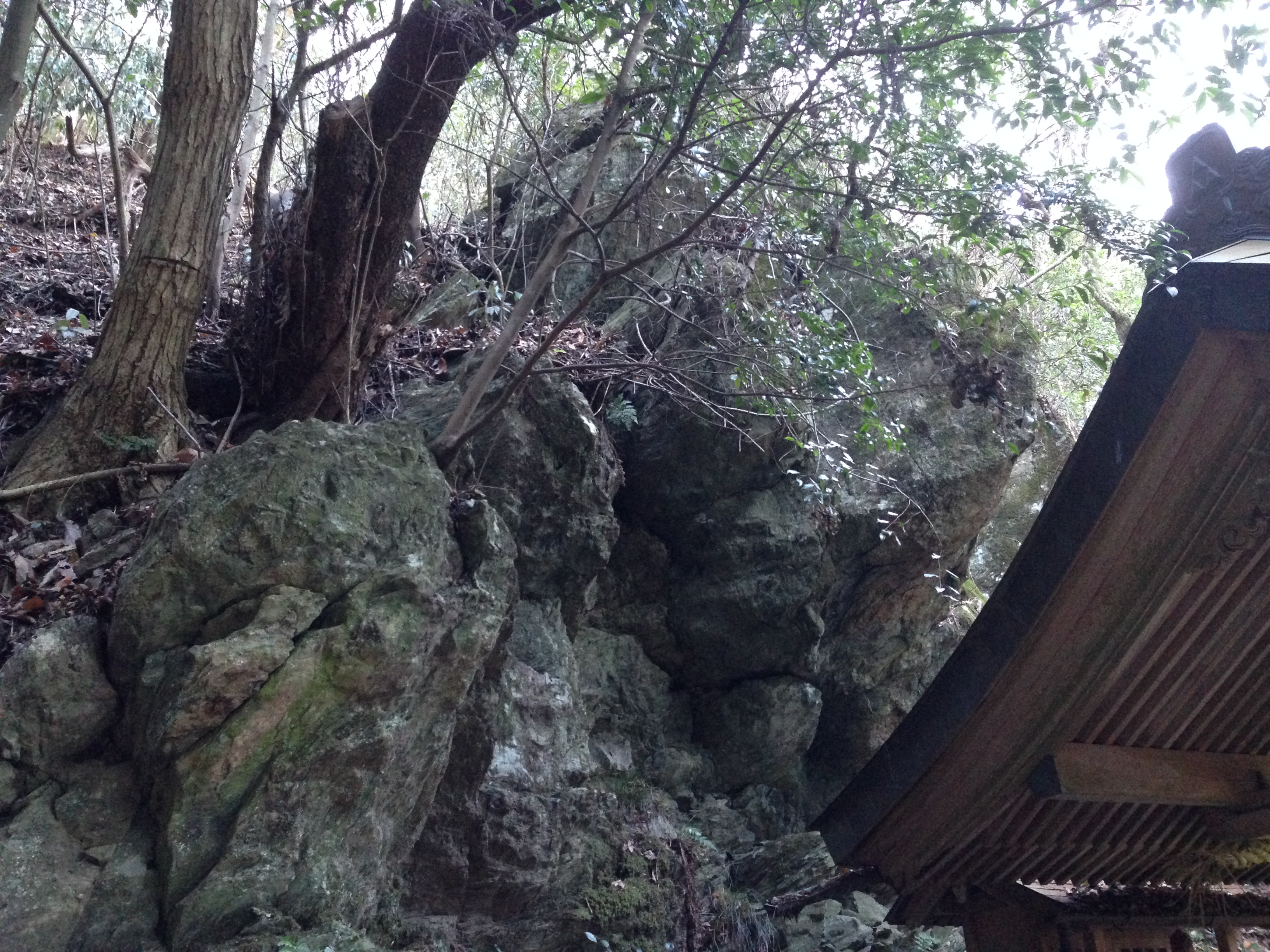
蛇岩神社拝殿の背後にある蛇岩